# Eohippus
Eohippus is een geslacht van uitgestorven paardachtigen uit het Vroeg-Eoceen van Noord-Amerika. Lange tijd werd de typesoort ervan, Orohippus angustidens, in het geslacht Hyracotherium geplaatst, maar in die samenstelling bleek dat geslacht parafyletisch, en die indeling is daarom verlaten. Er wordt één soort in het geslacht onderscheiden: Eohippus angustidens.

## Naamgevingsgeschiedenis
De naam Eohippus werd in 1876 door Othniel Charles Marsh gepubliceerd op basis van fossiele resten van vroege paardachtigen, gevonden op twee plaatsen in Noord-Amerika. Hij beschouwde de resten als twee aparte soorten. De grootste van de twee, gevonden door David Baldwin in New Mexico op een plek niet nader aangeduid dan 'Rio Gallinas', gaf hij de naam Eohippus validus, de kleinste, gevonden in Wyoming op de locatie 'Bitter Creek', noemde hij E. pernix. Marsh merkte een nauwe verwantschap op met Orohippus, maar die laatste was volgens hem van jonger datum. Van dezelfde locatie waar E. validus werd gevonden had Edward Drinker Cope al in 1874 van dezelfde David Baldwin fossiele resten van een paardachtige ontvangen, die hij in 1875 de naam Orohippus angustidens gaf. Uiterlijk in 2002 werd Eohippus validus gesynonymiseerd met E. angustidens.
Eohippus pernix werd lange tijd beschouwd als synoniem van Orohippus index Cope, 1873 (nu Minippus index). In 1980 waardeerde Philip Gingerich de status weer op tot die van soort, en veronderstelde een nauwe verwantschap met Hyracotherium grangeri Kitts, 1956, nu geplaatst in Arenahippus, samen met A. pernix.
In 1932 stelde Clive Forster Cooper dat de naam Eohippus een synoniem was van Hyracotherium Owen, 1841, waarbij die laatste naam prioriteit had. In 2002 publiceerde David Froehlich een analyse van 40 soorten vroege paardachtigen, waaruit Hyracotherium naar voren kwam als een parafyletisch taxon. De typesoort, H. leporinum, hoorde bovendien niet thuis bij de paardachtigen maar in een primitievere familie, de Palaeotheriidae. Alle andere soorten uit dat geslacht werden daarom in andere geslachten geplaatst, waarbij ook de naam Eohippus in ere werd hersteld.

## Vondsten
Fossielen van Eohippus angustidens zijn met name gevonden in de San José-formatie in New Mexico en dateren uit het stadium Wasatchian-6 van het Ypresien (circa 53 miljoen jaar geleden). Ook in Colorado (Huerfano-formatie) en Baja California (Las Tetas de Cabra-formatie) en het Bighorn-bekken (Wyoming) zijn vondsten gedaan.

## Kenmerken
De schofthoogte van Eohippus was ongeveer 30 cm. Hij had een relatief korte kop en een gebogen rug. Het gebit omvatte 44 tanden en kiezen. De poten waren relatief lang ten opzichte van het lichaam en in vergelijking met die van moderne paarden nog flexibel en roteerbaar. Aan de voorpoten zaten vier tenen met elk een kleine hoef; de achterpoten hadden drie gehoefde tenen, met een rudiment van de buitenste teen. De binnenste en de buitenste teen waren los van de grond. Door de hoeven was Eohippus al aangepast aan het rennen. Hij was een herbivoor die zich voedde met zachte bladeren.